# Saint-Nom-la-Bretèche
Saint-Nom-la-Bretèche [sɛ̃ nɔ̃ la bʁətɛʃ] ist eine französische Gemeinde im Département Yvelines in der Region Île-de-France. Sie liegt im Arrondissement Saint-Germain-en-Laye und ist der Hauptort (franz. Chef-lieu) des Kantons Verneuil-sur-Seine. Saint-Nom-la-Bretèche hat 4877 Einwohner (Stand: 1. Januar 2022). Die Einwohner heißen Nonnais-Bretechois.

## Geographie

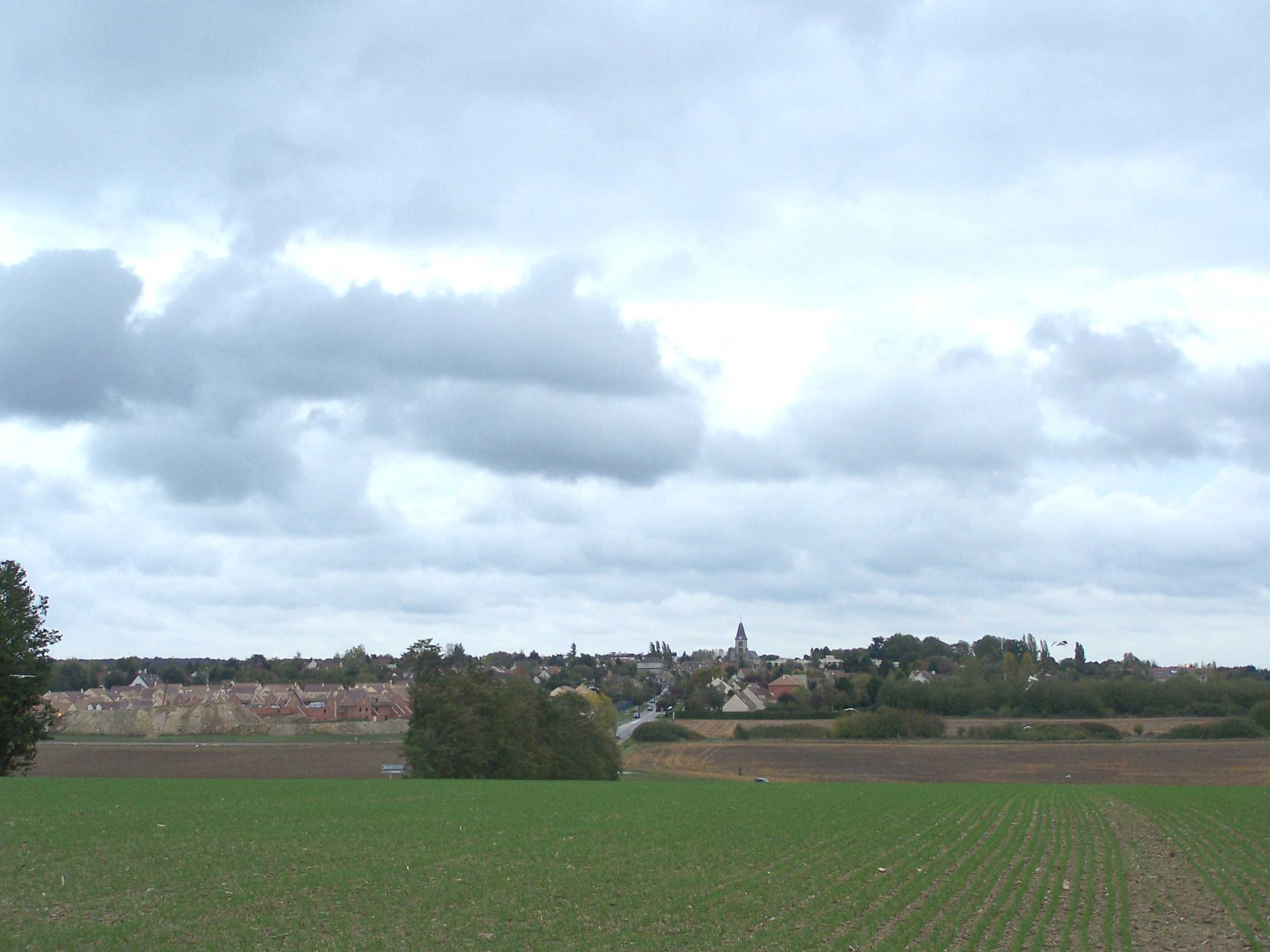
Saint-Nom-la-Bretèche von Westen

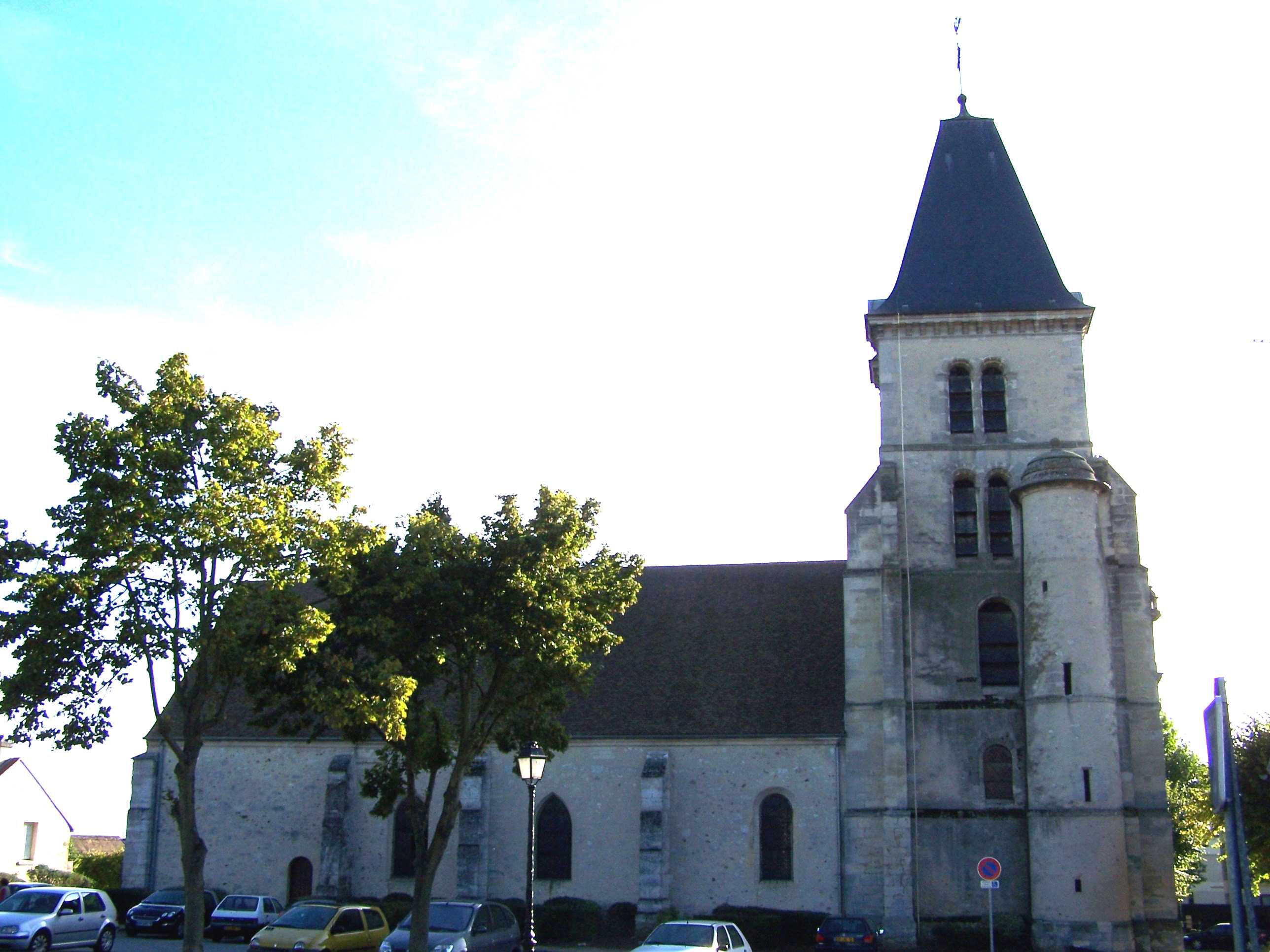
Kirche Saint-Nom

Saint-Nom-la-Bretèche liegt in der Versailler Ebene am Forêt de Marly, einem 20 Quadratkilometer großen Waldgebiet, und im Tal des Ru de Gally.
Umgeben wird Saint-Nom-la-Bretèche von den Nachbargemeinden Chambourcy im Norden, Mareil-Marly im Nordosten, L’Étang-la-Ville im Osten, Noisy-le-Roi im Südosten, Villepreux im Süden, Chavenay im Südwesten sowie Feucherolles im Westen.
Durch die Gemeinde führen die Autoroute A13 und die frühere Route nationale 307. 

## Bevölkerungsentwicklung
| Jahr      | 1962 | 1968 | 1975 | 1982 | 1990 | 1999 | 2006 | 2011 |
| --------- | ---- | ---- | ---- | ---- | ---- | ---- | ---- | ---- |
| Einwohner | 1076 | 1087 | 2997 | 3567 | 5071 | 4966 | 4845 | 5164 |

## Gemeindepartnerschaften
- Rösrath, Nordrhein-Westfalen, Deutschland, seit 1998
- Valley Village, Kalifornien, Vereinigte Staaten von Amerika

## Sehenswürdigkeiten
Siehe auch: Liste der Monuments historiques in Saint-Nom-la-Bretèche
- Kirche Saint-Nom mit Glockenturm aus dem 13. Jahrhundert, seit 1977 Monument historique
- Schloss
- Gutshöfe Val-Martin und Saint-Nom
- Rathaus
- Ruinen des früheren Château de Montjoie
- Ruinen des Château de Joyenval

## Persönlichkeiten
- Jacques Kosciusko-Morizet (1913–1994), Soziologe, Widerstandskämpfer und Politiker